# Gilberto Piselo
Gilberto Piselo do Nascimento (Dracena, 4 de julho de 1959) é um advogado e político brasileiro radicado em  Rondônia, e filiado ao Partido Democrático Trabalhista (PDT). Em 2014, foi eleito primeiro-suplente do senador Acir Gurgacz, também do PDT, para o Senado Federal.
Em setembro de 2016, após licença de Gurgacz, tomou posse para o exercício do mandato.  Dias após tomar posse, solicita licença do mandato. Em seu lugar assume o segundo-suplente de Gurgacz, senador Pastor Valadares.